# Godkendt Teknologisk Serviceinstitut
Et Godkendt Teknologisk Serviceinstitut (GTS-institut) er en almennyttig dansk virksomhed med en særlig godkendelse fra Uddannelses- og Forskningsministeriet, der gør det muligt at ansøge om resultatkontraktmidler til udvikling af nye teknologiske serviceydelser målrettet dansk erhvervsliv.
Der findes syv GTS-institutter:
- Alexandra Instituttet (www.alexandra.dk)
- Bioneer (www.bioneer.dk)
- DBI (brandogsikring.dk/)
- DFM (www.dfm.dk)
- DHI (www.dhi-group.com)
- FORCE Technology (www.forcetechnology.com)
- Teknologisk Institut (www.teknologisk.dk).

GTS-institutterne er et væsentligt element i samfundets indsats for at skabe gode rammer for innovation og vækst i dansk erhvervsliv. Hovedopgaven for GTS-institutterne er at få teknologi i anvendelse i virksomheder i hele Danmark.
Samlet set dækker GTS-institutterne et bredt felt af faglige områder fra Internet-of-things, digitalisering, automatisering og robotteknologi, landbrug og fødevarer, elektronik og mikroelektronik, det maritime område, byggeri, vand og miljø, biomedicin, brand og sikring samt velfærdsteknologi. GTS-institutterne sælger sine ydelser på kommercielle vilkår og indgår desuden i en række forsknings- og udviklingsprojekter finansieret af danske og internationale puljer og fonde. 
Hvert år sælger GTS-institutterne samlet set ydelser til op imod 19.000 unikke, danske kunder og indgår i samarbejde om forskning og udvikling med flere hundrede danske virksomheder. Den samlede omsætning var i 2016 på 3.6 mia. kr., af dem var de 306 mio. kr.  resultatkontrakter med Styrelsen for Institutioner og Uddannelsesstøtte.